# Эрик (футболист, 2001)
Э́рик Йо́ргенс де Мене́зез (порт.-браз. Erik Jorgens de Menezes; род. 18 февраля 2001, Куараи, Риу-Гранди-ду-Сул) — бразильский футболист, защитник клуба «Аль-Айн».

## Клубная карьера
Эрик — воспитанник клуба «Интернасьонал». 14 июля 2019 года в матче против «Атлетико Паранаэнсе» он дебютировал в бразильской Серии A. Летом 2020 года Эрик перешёл в аравийский «Аль-Айн». 17 октября в матче против «Хаур-Факкан» он дебютировал в Про лиге. 26 мая 2022 года в поединке против «Шарджи» Эрик забил свой первый гол за «Аль-Айн». В том же году он помог команде выиграть чемпионат и завоевать Кубок ОАЭ. 

## Достижения
Клубные
 «Аль-Айн»
- Победитель Про лиги — 2021/2022
- Обладатель Кубка ОАЭ — 2021/2022